# Архієпископ Йоркський
Архієпископ Йоркський (англ. Archbishop of York) — голова церковної провінції Йорк, примас Англії і «молодший» з двох англійських архієпископів англіканської церкви.
Кафедральний собор йоркського архієпископа — Йоркський собор. В центрі міста його офіційна резиденція — палац у Бішопторпе. У його підпорядкуванні знаходяться 12 англіканських діоцезів церковної провінції Йорк, що лежать північніше Мідландса, а також діоцези Саутвел (Ноттінгемшир) і Содор і Мен (острів Мен). Архієпископ Йоркський є членом Палати лордів.
Єпископська кафедра існувала в Йорку ще в часи кельтської Британії. Зокрема, єпископи з Йорка були присутні на Арльському (314) та Першому Нікейському соборі. З приходом в Британію язичників-англосаксів християнська громада в Йорку перестала існувати. Лише в 664 році, з помазанням Святого Вїлфріда, Йорк почав повертати собі колишнє значення важливого релігійного центру. Першим предстоятелем відновленого тут єпископства стає святий Паулін. В 735 році Егберту Йоркському було подаровано папою Григорієм III церковне звання архієпископа.
У Середньовіччі відбувалася постійна, хоч часто і прихована боротьба за першість між архієпископами Кентерберійським і Йоркським. В XI столітті існувало і зберігалося до 1118 року, наприклад, правило, згідно з яким архієпископ Йоркський проходить зведення в цей сан в Кентерберійському соборі, і при цьому давав клятву вірності місцевому архієпископу. У середині XIV століття папа Інокентій IV постановив, що першим в Англії повинен вважатися архієпископ Кентерберійський з титулом «примас всієї Англії», архієпископ ж Йоркський ставав рангом нижче, з титулом «примас Англії».
Деякі архієпископи Йоркські були видатними державними діячами Англії. Так, серед них було чотири кардинала, 12 лорд-канцлерів Англії, 2 лорда-скарбника, а також 8 святих католицької церкви.